# 雷内·里卡德
雷内·里卡德（英語：Albert Napoleon Rene Ricard，1946年7月23日—2014年2月1日），是一名美国诗人、演员、艺术评论家和画家。
他出生于美国马萨诸塞州波士顿市，18岁成为安迪·沃霍尔的门徒。之后出演于1965年的《厨房》、1966年《雀西女郎》、1966年《安迪·沃霍尔的故事》，之后担任《艺术论坛》的编辑。他还是一名公开的同性恋者。
2014年2月1日，他因癌症去世，享年67岁。

## 其他链接
- 雷内·里卡德在互联网电影资料库（IMDb）上的資料（英文）